# Kalbiti
I Kalbiti furono una dinastia islamica sciita che regnò sulla Sicilia tra il 948 e il 1040, discendente dalla tribù dei Banu Kalb (originaria dell'Arabia meridionale), dapprima come vassalla della dinastia fatimide, poi in maniera del tutto autonoma e, di fatto, indipendente.

L'Italia nell'anno 1000

## Storia
Dopo l'insediamento fatimide al Cairo (969), la regione dell'Ifrīqiya (grosso modo l'odierna Tunisia) - che fino ad allora era stata sotto il dominio degli Aghlabidi, fedeli al Califfato abbaside - passò sotto il governo ismailita dei Fatimidi. Di conseguenza, anche la Sicilia divenne fatimide, non senza un impegnativo sforzo militare, che portò ad esempio al vittorioso assedio di Agrigento del 938 contro quanti erano rimasti fedeli agli Abbasidi sunniti. 

L'Imām del Cairo - impegnato nel tentativo di conquista della Siria per piombare in armi in Iraq e abbattere il rivale califfato abbaside - affidò il governo della Sicilia a Ḥasan b. ʿAlī al-Kalbī, che si era messo positivamente in luce in Ifrīqiya nelle campagne condotte dagli Imām fatimidi al-Qāʾim e al-Manṣūr contro il kharigita Abū Yazīd.
Egli era nato all'interno di una tribù originaria dello Yemen e divenne quindi il primo esponente della dinastia incaricata di reggere l'isola in nome e per conto dei Fatimidi, ma di fatto abbondantemente autonoma nella sua gestione della regione assegnatagli.
Sotto il governo dei Kalbiti la Sicilia, divenne, nel volgere di due decenni, un emirato indipendente e, specialmente quella occidentale, conobbe un grande splendore. Un notevole impulso fu dato all'agricoltura che, grazie all'eliminazione dell'antico latifondo e alla costruzione di nuovi acquedotti, portò alla nascita di un gran numero di proprietà agricole, giardini, frutteti e orti che garantirono una piena autosufficienza alimentare all'isola, consentendole per di più congrue entrate derivanti dall'esportazione verso l'antistante Ifrīqiya e il resto del mondo arabo-musulmano.
Anche l'artigianato fiorì e l'industria tessile produsse una gran copia di tessuti pregiati, mentre il ṭirāz di Palermo produceva la richiestissima carta di cui l'Occidente latino aveva grandissima necessità.
Alla corte kalbita di Palermo si riunivano grandi eruditi di poesia, filologia e scienze naturali. 
In questo periodo Palermo si trasformò nella "città dalle cinquecento moschee" e la Sicilia divenne centro di scambi tra le rotte del Mar Mediterraneo: le repubbliche Marinare, il Vicino Oriente e il Maghreb.
I Kalbiti però furono costretti ad affrontare ben presto lo spirito ribelle dei berberi siciliani e dell'elemento cristiano isolano. La prima ribellione ebbe luogo nell'849 e l'ultima si sviluppò nel 1038. Se infatti la grande indipendenza che si conquistarono i kalbiti era inizialmente il loro punto di forza, l'isolamento della dinastia dall'impero invogliò presto Bisanzio a tentare una nuova penetrazione nell'isola che era stata loro strappata da Asad b. al-Furāt e dai suoi successori. Essa stipulò così un trattato con l'emirato kalbita e tentò con Giorgio Maniace di riprendere manu militari la Sicilia, mentre già si prefigurava il piano normanno di prendere a loro volta per sé l'isola.
Sul finire della dinastia kalbita, sotto il governo di al-Ḥasan al-Ṣāmṣām (1040-1053), il potere si divise tra alcuni nobili arabi e berberi, che dettero vita a piccoli e fragili Qaidati.

## Emiri kalbiti
- Abū l-Qāsim al-Ḥasan ibn ʿAlī ibn Abī l-Ḥusayn (948-954) † 964
- Aḥmad I b. al-Ḥasan Abī l-Ḥusayn (954-969)
- Abū l-Qāsim ʿAlī ibn al-Ḥasan (969-982)
- Jābir al-Kalbī (982-983)
- Jaʿfar I al-Kalbī (983-985)
- ʿAbd Allāh al-Kalbī (985-989)
- Yūsuf ibn al-Kalbī (989-998)
- Jaʿfar II al-Kalbī (998-1019)
- Aḥmad II al-Akḥal (1019-1037)
- Ḥasan II al-Ṣāmṣām (1040-1053)

## Il periodo post-kalbita - I Qaidati
L'Emirato di Sicilia si sfaldò, dando origine a una sorta di reinos de taifas siciliani, in quello che viene chiamato anche "periodo dei Caidati".
La Sicilia fu divisa, dal 1044, in quattro caidati, ma nessun Qāʾid prese mai il titolo di "Emiro", limitandosi ad esercitare il suo potere all'interno dei confini del suo dominio. 

I quattro Caidati erano:
- Caidato di Trapani, Marsala, Mazara e Sciacca, in cui regnava ʿAbd Allāh ibn Mankūd (1044 - 1065).
- Caidato di Girgenti, Castrogiovanni e Castronuovo, che apparteneva ad ʿAlī ibn Niʿma ibn al-Hawwās (1044 - 1065).
- Caidato di Palermo e di Catania, il cui signore era Ibn al-Maklatī (1044 - 1061).
- Caidato di Siracusa, che faceva riferimento a Muḥammad ibn Ibrāhīm al-Thumna (1044 - 1062).